# Днепропетровский комбайновый завод
Днепропетровский комбайновый завод (укр. Дніпропетровський комбайновий завод) — прекратившее производственную деятельность промышленное предприятие в Чечеловском районе города Днепр.

## История

### 1895—1917
В 1895 году в Екатеринославе немецкий инженер Иоганн Эзау (с компаньонами Я. Я. Эзау, Г. И. Тевсом и Г. П. Гезе) открыл сталеплавильный завод «И. Я. Эзау и К°». В следующем году предприятие было продано Бельгийскому акционерному обществу Екатеринославских железоделательных и сталелитейных заводов.
В 1900 году на завод Эзау устроился на работу Г. И. Петровский, позднее вошедший в руководство «Союза борьбы за освобождение рабочего класса».
После начала революции 1905 года рабочие завода приняли активное участие в революционном и рабочем движении, участвовали в забастовках, строительстве баррикад и боях с полицией, они вошли в состав Екатеринославского Совета рабочих депутатов и городского стачечного комитета.
В 1906 году завод был закрыт и только в 1914 году вновь начал работу. До 1917 года завод занимался фасонным литьём, а также изготавливал стальные части для машин, котлы, сельхозинструмент и иные металлоизделия.

### 1918 - 1991
В условиях гражданской войны положение предприятия осложнилось, после окончания боевых действий завод был восстановлен и возобновил работу. После начала индустриализации СССР завод был реконструирован и расширен.
После начала Великой Отечественной войны в связи с приближением к городу линии фронта оборудование предприятия было эвакуировано на Урал, заводские здания и сооружения в ходе боевых действий и в период немецкой оккупации (сентябрь 1941 — октябрь 1943) были разрушены, но после завершения боевых действий началось их восстановление, в 1944 году заводское оборудование было реэвакуировано. В  дальнейшем, в соответствии с 4-м пятилетним планом восстановления и развития народного хозяйства СССР началось восстановление завода на новой технической базе.
В 1946 году завод был переориентирован на производство сельскохозяйственных машин - пропашных и садовых культиваторов, свеклоподъёмников, картофелекопателей и получил новое название - Днепропетровский завод сельскохозяйственных машин.
В сентябре 1947 года на предприятии были изготовлены первые опытные образцы свеклоуборочных машин СПГ-1, а в 1948 году начал выпуск свёклоуборочных комбайнов.
К началу 1960-х годов Днепропетровский комбайновый завод им. К. Е. Ворошилова стал главным специализированным предприятием СССР по проектированию и выпуску свеклоуборочной техники.
В 1971 году завод был награждён орденом Трудового Красного Знамени.
В 1975 году завод начал выпуск шестирядных корнеуборочных машин РКС-6, в 1978 году - производство четырехрядных корнеуборочных машин РКС-4 и самоходных погрузчиков-очистителей СПС-4,2 на базе трактора МТЗ-80/82.
По состоянию на начало 1979 года, основной продукцией завода являлись трехрядные свеклоуборочные комбайны КСТ-3А, корнеуборочные машины РКС-4 и РКС-6, самоходные погрузчики-очистители СПС-4,2 и запасные части к сельхозтехнике.
В 1985-1986 годы завод в кооперации с несколькими другими машиностроительными предприятиями освоил производство деталей к агрегату для приготовления рабочих жидкостей АПЖ-12 (которые изготавливал Днепропетровский опытный завод полимерного машиностроения).
В советское время завод входил в перечень ведущих промышленных предприятий Днепропетровска, на балансе предприятия находились объекты социальной инфраструктуры города.

### После 1991 года
После провозглашения независимости Украины государственный завод был преобразован в коллективное предприятие.
В августе 1997 года завод был включён в перечень предприятий, имеющих стратегическое значение для экономики и безопасности Украины.
В 2003 году предприятие пришло в упадок. К началу марта 2010 года 120 тыс. м² площадей завода были сданы в аренду, но после того, как начавшийся в 2008 году экономический кризис снизил интерес к производственным площадкам, в марте 2010 года было принято решение демонтировать часть оборудования и переоборудовать 70 тыс. м² из 120 тыс. м² в складские помещения.
В 2011 году завод был закрыт, производственное оборудование демонтировано. По состоянию на май 2013 года, часть площадей завода была сдана в аренду под склады и помещение СТО, другие производственные помещения завода были заброшены и полуразрушены.
В сентябре 2013 года хозяйственный суд Днепропетровской области признал завод банкротом.

## Дополнительная информация
- директор завода А. А. Покуса, при котором завод стал главным специализированным предприятием СССР по проектированию и выпуску свеклоуборочной техники, стал Героем Социалистического Труда[12]